# Лепта

Сучасна грецька монета 2 євроценти

Лепта (грец. Λεπτόν, множина — грец. Λεπτά) — назва дрібної розмінної монети, що використовується у грецькомовному світі від стародавніх часів й до сьогодні. У буквальному перекладі слово лепта має значення «малий», «тонкий». На письмі зазвичай позначається літерою Λ (лямбда).
Протягом різних історичних періодів лептою називалися:
1. Стародавня мідна монета у державах Класичної та Елліністичної Греції, зазвичай найменша з існуючих. Пізніше — неофіційна назва найменших римських монет на теренах грецькомовних регіонів Римської імперії.
2. У сучасній Греції — розмінна грошова одиниця Грецької держави, що дорівнювала 1/100 фенікса (протягом 1827—1832) та драхми (1832—2002).
3. Починаючи з 2002 року — неофіційна назва розмінної монети об'єднаної Європи — євроцента (1/100 євро) у Греції, а також неформальна назва монет євроцентів грецького карбування.

## «Вдовичина лепта»
Грецькомовне слово лепта увійшло до активного лексикону інших мов насамперед завдяки епізоду, описаному у 12 главі Євангелія від Марка:
|                       | І сів Він навпроти скарбниці, і дививсь, як народ мідяки до скарбниці вкидає. І багато заможних укидали багато. І підійшла одна вбога вдовиця, і поклала дві лепті, цебто гріш. І покликав Він учнів Своїх та й промовив до них: Поправді кажу вам, що ця вбога вдовиця поклала найбільше за всіх, хто клав у скарбницю. Бо всі клали від лишка свого, а вона поклала з убозтва свого все, що мала, свій прожиток увесь... |
| — Мк. 12, 41 — 12, 44 | |

Відповідно до описаного епізоду сталий вислів «внести лепту» має значення «взяти посильну участь». Відповідно «вдовичиною (вдовиною) лептою» називають формально невеликий внесок у спільну справу, який, втім, має суттєву внутрішню значимість з огляду на свою відносну вартість для особи, яка його робить.